# Folkdräkter från Dalsland
Dalsländska folkdräkter är svenska folkdräkter från Dalsland. Dalsland har elva dräkter, sju kvinnodräkter och fyra mansdräkter.
I tabellen nedan ses en förteckning över de elva dalsländska folkdräkterna. I tabellen ses var dräkten kommer ifrån, om det är en kvinno- eller mansdräkt, om den är dokumenterad, rekonstruerad eller komponerad, när den återupptogs i bruk, om det finns varianter samt ytterplagg. Tabellen bygger på Ulla Centergrans inventering av folkdräkter i Sverige 1988-1993, som publicerades i bokform av Nämnden för hemslöjdsfrågor och LRF:s kulturråd 1993. Syftet var att underlätta för den som ville skaffa sig en egen dräkt att lättare få en överblick över de som fanns.
| Dräkt      | Kön    | Ursprung      | Återupptogs | Finns varianter | Ytterplagg | Källa |
| Bolstad    | Kvinna | Rekonstruerad | 1935-1939   |                 |            | [ 1 ] |
| Frändefors | Kvinna | Komponerad    | 1975-1977   |                 |            | [ 1 ] |
| Frändefors | Man    | Komponerad    | 1970-talet  |                 |            | [ 1 ] |
| Färgelanda | Kvinna | Rekonstruerad | 1907        |                 |            | [ 1 ] |
| Järbo      | Kvinna | Rekonstruerad | 1990-talet  |                 |            | [ 1 ] |
| Järbo      | Man    | Rekonstruerad | 1990-talet  |                 |            | [ 1 ] |
| Nössemark  | Kvinna | Rekonstruerad | 1977-1981   |                 |            | [ 1 ] |
| Nössemark  | Man    | Rekonstruerad | 1950-talet  |                 |            | [ 1 ] |
| Vårvik     | Kvinna | Rekonstruerad | 1982        |                 |            | [ 1 ] |
| Ärtemark   | Kvinna | Komponerad    | 1930        |                 |            | [ 1 ] |
| Ärtemark   | Man    | Komponerad    | 1930        |                 | Långrock   | [ 1 ] |